# CDM (컴퓨터 과학)
CDM(Content Decryption Module, 콘텐츠 복호화 모듈)은 DRM에서 복호화 기능을 담당하는 모듈을 말한다. 이를 통해 HTML5 비디오를 사용하여 어도비 플래시(Adobe Flash) 또는 마이크로소프트 실버라이트(Microsoft Silverlight)와 같은 무거운 타사 미디어 플러그인을 사용하지 않고도 스트리밍 비디오 서비스와 같은 DRM 래핑 콘텐츠를 재생할 수 있는 EME(Encrypted Media Extensions)에서 복호화를 담당한다.

## 같이 보기
- 와이드바인